# Canelas (Arouca)
Canelas é uma povoação portuguesa do Município de Arouca que foi sede da extinta Freguesia de Canelas, freguesia que tinha área de 21,51 km² e 801 habitantes (2011), tendo, deste modo, uma densidade populacional de 37,2 hab/km².
A Freguesia de Canelas foi extinta em 2013, no âmbito de uma reforma administrativa nacional, tendo sido agregada à Freguesia de Espiunca, para formar uma nova freguesia denominada União das Freguesias de Canelas e Espiunca da qual é sede.
Canelas foi uma freguesia do concelho de Arouca desde o ano de 1843 até 2013, tendo pertencido até esta data ao extinto concelho de Alvarenga (Arouca). É constituida pelas povoações de Gamarão de Baixo, Gamarão de Cima, Mealha, Vilarinho, Estreitinha, Canelas de Baixo, Canelas de Cima.
É de acrescentar, que a inclusão da imagem de uma trilobita local no centro do Brazão oficial da Freguesia de Canelas, da autoria de Lígia Figueiredo, resultou de uma sugestão do Professor Doutor Armando Marques Guedes, um dos maiores especialistas destes artrópodes em Portugal.
Tem como Padroeiro S. Miguel e pertence à diocese do Porto, depois de ter pertencido à de Lamego até ao ano de 1882.
Integra o Geopark Arouca, estando aqui localizado o Museu das Trilobites - Centro de Interpretação Geológica de Canelas.

## População
| População da freguesia de Canelas | População da freguesia de Canelas | População da freguesia de Canelas | População da freguesia de Canelas | População da freguesia de Canelas | População da freguesia de Canelas | População da freguesia de Canelas | População da freguesia de Canelas | População da freguesia de Canelas | População da freguesia de Canelas | População da freguesia de Canelas | População da freguesia de Canelas | População da freguesia de Canelas | População da freguesia de Canelas | População da freguesia de Canelas |
| --------------------------------- | --------------------------------- | --------------------------------- | --------------------------------- | --------------------------------- | --------------------------------- | --------------------------------- | --------------------------------- | --------------------------------- | --------------------------------- | --------------------------------- | --------------------------------- | --------------------------------- | --------------------------------- | --------------------------------- |
| 1864                              | 1878                              | 1890                              | 1900                              | 1911                              | 1920                              | 1930                              | 1940                              | 1950                              | 1960                              | 1970                              | 1981                              | 1991                              | 2001                              | 2011                              |
| 483                               | 514                               | 558                               | 597                               | 620                               | 669                               | 670                               | 815                               | 952                               | 918                               | 861                               | 813                               | 861                               | 864                               | 801                               |

| Distribuição da População por Grupos Etários | Distribuição da População por Grupos Etários | Distribuição da População por Grupos Etários | Distribuição da População por Grupos Etários | Distribuição da População por Grupos Etários | Distribuição da População por Grupos Etários | Distribuição da População por Grupos Etários | Distribuição da População por Grupos Etários | Distribuição da População por Grupos Etários | Distribuição da População por Grupos Etários |
| -------------------------------------------- | -------------------------------------------- | -------------------------------------------- | -------------------------------------------- | -------------------------------------------- | -------------------------------------------- | -------------------------------------------- | -------------------------------------------- | -------------------------------------------- | -------------------------------------------- |
| Ano                                          | 0-14 Anos                                    | 15-24 Anos                                   | 25-64 Anos                                   | < 65 Anos                                    |                                              | 0-14 Anos                                    | 015-24 Anos                                  | 25-64 Anos                                   | < 65 Anos                                    |
| 2001                                         | 192                                          | 163                                          | 421                                          | 88                                           |                                              | 22,2%                                        | 18,9%                                        | 48,7%                                        | 10,2%                                        |
| 2011                                         | 155                                          | 103                                          | 422                                          | 121                                          |                                              | 19,4%                                        | 12,9%                                        | 52,7%                                        | 15,1%                                        |

## Património
- Igreja de São Miguel (matriz)
- Capela da Senhora dos Anjos
- Cruzeiro
- Ponte romana
- Trecho do rio Paiva
- Centro de Interpretação Geológica (coleção dos maiores fósseis de trilobite do mundo)
- Passadiço do Paiva

## Personalidades
- Maurício Esteves Pereira Pinto